# Trichopterigia sphenorrhyma
Trichopterigia sphenorrhyma là một loài bướm đêm trong họ Geometridae.